# Żabnica (województwo zachodniopomorskie)
Żabnica (do 1945 r. niem. Mönchkappe) – wieś w Polsce położona w województwie zachodniopomorskim, w powiecie gryfińskim, w gminie Gryfino, nad Odrą Wschodnią.
W latach 1975–1998 miejscowość należała administracyjnie do województwa szczecińskiego.